# Горюнов, Василий Васильевич
Василий Васильевич Горюнов (род. 31 декабря 1907 (13 января) 1908 года в Российской империи — ?)— советский художник-гримёр. Заслуженный работник культуры РСФСР (1969).

## Биография
В. В. Горюнов работать в кино начал ещё подростком. Первым был фильм «Скорбь бесконечная» (1922), следующим — «Дворец и крепость» (1923).
Учился в Ленинградской средней художественной школе.
Супруга Валентина Васильевна — тоже гримёр по профессии. Двое детей: сын и дочь Людмила (последние годы жила в Кронштадте), её муж Павел.
Член Союза кинематографистов СССР (Ленинградское отделение).

## Фильмография
- 1922 — Скорбь бесконечная (помощник гримёра) (Режиссёр-постановщик: Александр Пантелеев)
- 1923 — Дворец и крепость (помощник гримёра) (Режиссёр-постановщик: Александр Ивановский)
- 1928 — Луна слева (Режиссёр-постановщик: Александр Иванов)
- 1933  — Иудушка Головлёв (Режиссёр-постановщик: Александр Ивановский)
- 1935 — Горячие денёчки (Режиссёр-постановщик: Александр Зархи, Иосиф Хейфиц)
- 1935 — Крестьяне (Режиссёр-постановщик: Фридрих Эрмлер)
- 1938 — На границе (Режиссёр-постановщик: Александр Иванов)
- 1939 — Великий гражданин (Режиссёр-постановщик: Фридрих Эрмлер)
- 1939 — Хирургия (Режиссёр-постановщик: Ян Фрид)
- 1941 — Валерий Чкалов (Режиссёр-постановщик: Михаил Калатозов)
- 1942 — Его зовут Сухэ-Батор (Режиссёры-постановщики: Александр Зархи, Иосиф Хейфиц)
- 1944 — Иван Грозный (1-я серия. Повторный выпуск в 1986 году) (Режиссёр-постановщик: Сергей Эйзенштейн)
- 1945 — Великий перелом (Режиссёр-постановщик: Фридрих Эрмлер)
- 1945 — Иван Грозный (2-я серия. Повторный выпуск в 1987 году) (Режиссёр-постановщик: Сергей Эйзенштейн)
- 1946 — Во имя жизни (Режиссёры-постановщики: Александр Зархи, Иосиф Хейфиц)
- 1947 — Пирогов (Режиссёр-постановщик: Григорий Козинцев)
- 1951 — Белинский (Режиссёр-постановщик: Григорий Козинцев)
- 1954 — Герои Шипки (Режиссёр-постановщик: Сергей Васильев)
- 1955 — Двенадцатая ночь (Режиссёр-постановщик: Ян Фрид)
- 1957 — Шторм (Режиссёр-постановщик: Михаил Дубсон)
- 1958 — В дни Октября (Режиссёр-постановщик: Сергей Васильев)
- 1960 — Пиковая дама (Режиссёр-постановщик: Роман Тихомиров)
- 1962 — Когда разводят мосты (Режиссёр-постановщик: Виктор Соколов)
- 1964 — Гамлет (совместно с Людмилой Елисеевой) (Режиссёр-постановщик: Григорий Козинцев)
- 1965 — Друзья и годы (Режиссёр-постановщик: Виктор Соколов)
- 1966 — Начальник Чукотки (Режиссёр-постановщик: Виталий Мельников)
- 1968 — Мёртвый сезон (Режиссёр-постановщик: Савва Кулиш)
- 1970 — Король Лир (совместно с Людмилой Елисеевой) (Режиссёр-постановщик: Григорий Козинцев)
- 1971 — Тень (Режиссёр-постановщик: Надежда Кошеверова)
- 1974 — Царевич Проша (Режиссёр-постановщик: Надежда Кошеверова)
- 1976 — Синяя птица (совместно с Джоном О'Горманом, Томом Смитом, Софьей Смирновой) (СССР/США) (Режиссёр-постановщик: Джордж Кьюкор)
- 1977 — Собака на сене (Режиссёр-постановщик: Ян Фрид)